# 松尾紀彦
松尾 紀彦（まつお のりひこ、1952年8月29日 - ）は、日本の実業家。

## 経歴
鹿児島大学卒業。1976年日本専売公社（現日本たばこ産業）。1999年鳥居薬品常勤顧問に転じ、取締役を経て01年6月から常務、社長、会長を歴任した。